# Richmond Arquette
Richmond Arquette (* 21. August 1963 in New York City) ist ein US-amerikanischer Schauspieler.

## Leben
Arquette ist der Sohn der Schauspieler Lewis Arquette und Brenda Olivia Nowak. Vier seiner Geschwister, Alexis, David, Patricia und Rosanna, sind ebenfalls Schauspieler. Seit 1993 war er in mehr Film- und Fernsehproduktionen zu sehen. 2014 war er für den Chlotrudis Award in der Kategorie Bester Nebendarsteller nominiert. Für den Film Broken Blood war er an dem Drehbuch beteiligt.

## Filmographie (Auswahl)
- 1993: Stage Fright – Eine Gurke erobert Hollywood (The Pickle)
- 1994: Kampf der Hyänen (Girls in Prison)
- 1994: Rebel Highway
- 1994: Erbarmungslos gejagt (Nowhere to Hide)
- 1994: Kill the Moonlight
- 1995: Sieben (Seven)
- 1995: Drive Baby Drive
- 1996: Party of Five
- 1997: Gegner auf Liebe
- 1997: Gridlock'd – Voll drauf! (Gridlock’d)
- 1997: Dream with the Fishes
- 1997: Trading Favors (Do Me A Favor)
- 1997: Rache ist süß (The Girl Gets Moe)
- 1997: The Hunt (Cold Around the Heart)
- 1997: Alarm-Profis (The Alarmist)
- 1997: Kiss & Tell
- 1998: Legion – Experiment des Todes (Legion)
- 1998: Manche mögens anders (The Treat)
- 1998: Desert Blue
- 1998: Overdrive – Mörderische Geschwindigkeit (Overdrive)
- 1998: The Last Call
- 1999: Sugar Town
- 1999: $pent
- 1999: Fight Club
- 1999: Safe Harbor
- 1999: The Lovely Leave
- 2000: Shot Down (The Heist)
- 2000: Scream 3
- 2000: Spin Cycle
- 2000: The Gold Cup
- 2001: See Jane Run
- 2001: Tweeked
- 2002: The Mesmerist
- 2002: A Midsummer Night's Rave
- 2004: Illusion
- 2005: I Hate You
- 2005: The Big Empty
- 2006: Hookers Inc.
- 2006: The Bliss
- 2006: The Darwin Awards
- 2006: President Evil (The Tripper)
- 2007: Monk
- 2007: Zodiac: Die Spur des Killers
- 2007: Halloween
- 2007–2008: Dirt
- 2008: Wednesday Again
- 2008: Verliebt in die Braut (Made of Honor)
- 2008: The Butler's in Love
- 2008: Der seltsame Fall des Benjamin Button (The Curious Case of Benjamin Button)
- 2009: Prison Break
- 2009: Surf Party – Bikini-Babes und kaltes Bier (Endless Bummer)
- 2009: The Storm – Die große Klimakatastrophe (The Storm)
- 2009: Lie to Me
- 2009: Endless Bummerde Sam Pillsbury
- 2009: The Tip
- 2010: 12 FL OZ
- 2010: Mexican Devil
- 2010: Terriers
- 2011: Rift
- 2012: Smashed
- 2012: Talhotblond – Mörderische Lügen (Talhotblond)
- 2012: Vegas
- 2013: Broken Blood
- 2013: This Is Martin Bonner
- 2013: Broken Blood
- 2013: Fly or Die
- 2013: Big Bad City
- 2013: National Lampoon Presents
- 2014: Mister Stapleton
- 2014: Dead Celebrity
- 2014: Criminal Minds
- 2014: Obituaries
- 2014: The Big Bad City
- 2015: Marathon
- 2015: Customer Service
- 2020: You Cannot Kill David Arquette
- 2020: Mank